# Aeroport de Jamba
L'aeroport de Jamba (codi IATA: JMB, codi OACI: ---) és un aeroport que serveix Jamba, a la província de Huíla a Angola.